# قية قشلاقي (تشاراويماق)
قية قشلاقي (بالفارسية: قیه‌قشلاقی) هي منطقة سكنية تقع في قسم ورقه الريفي في إيران. يقدر عدد سكانها بـ 22 نسمة .